# Б'єрн Цікарскі
Б'єрн Цікарскі (нім. Björn Zikarsky, 17 липня 1967) — німецький плавець.
Учасник Олімпійських Ігор 1988 року, бронзовий медаліст 1996 року в естафеті 4×100 м вільним стилем. Чемпіон Європи 1989 року в естафеті 4x100 м вільним стилем.